# Ctenophthalmus parthicus
Ctenophthalmus parthicus är en loppart som beskrevs av Medvedev et Alifirenko 1992. Ctenophthalmus parthicus ingår i släktet Ctenophthalmus och familjen mullvadsloppor. Inga underarter finns listade i Catalogue of Life.